# Chacalapa 2da. Sección
Chacalapa 2da. Sección är en ort i Mexiko.   Den ligger i kommunen Jalpa de Méndez och delstaten Tabasco, i den sydöstra delen av landet, 600 km öster om huvudstaden Mexico City. Chacalapa 2da. Sección ligger 12 meter över havet och antalet invånare är 488.
Terrängen runt Chacalapa 2da. Sección är mycket platt. Runt Chacalapa 2da. Sección är det ganska tätbefolkat, med 166 invånare per kvadratkilometer. Närmaste större samhälle är Comalcalco, 16,0 km nordväst om Chacalapa 2da. Sección. Trakten runt Chacalapa 2da. Sección består till största delen av jordbruksmark.